# Montceaux

Montceaux este o comună în departamentul Ain din estul Franței.